# Екологія вірусів
Екологія вірусів — розділ біоекології, що вивчає роль вірусів у довкіллі та їх взаємозв'язки з ним.
Вивчення складного ланцюга подій, що випливають із взаємодії вірусів із довкіллям, яке постійно змінюється, повинно проводитися з використанням екологічного підходу. Принциповою його особливістю є розглядання виду як сукупності особин популяцій і комплексне вивчення популяційних взаємовідносин збудників із хазяями в мінливих умовах існування. При цьому особлива увага звертається на вивчення еволюції вірусів та їхніх хазяїв.
Щодо патогенних та потенційно патогенних вірусів людини та свійських тварин екологія вірусів вивчає природні резервуари вірусів. Зміни в кількості та якості вірусів мікроорганізмів у навколишньому середовищі може бути індикатором його змін. Маловивченими залишаються й віруси рослин, оскільки основна увага впродовж XX століття була сконцентрована на вірусах-патогенах культурних рослин. Разом з тим існує велика група мутуалістичних вірусів рослин, персистуючих у рослинному організмі вірусів. Взаємодії між рослинами, рослинноїдними комахами та вірусами можуть визначати хід коеволюції цих екологічних груп.

## Екологічна ніша вірусів
Екологічна ніша вірусів у загальному розумінні — це місце, яке вони посідають у біосфері. Екологічна ніша — широке поняття, яке включає територію, що займають певні вірусні популяції, їхні взаємовідносини з іншими організмами і роль у біоценозах.
Не будучи організмами, віруси водночас є своєрідною формою життя з усіма характерними його проявами. Віруси здатні пристосовуватися до мінливих умов довкілля та еволюціонувати. Позбавлені власних систем синтезу білків, вони є автономними генетичними структурами, які назавжди прив'язані до внутрішнього середовища організму — від найпростішої прокаріотної клітини до вищого багатоклітинного організму. Ці організми і становлять екологічну нішу вірусів.
Віруси паразитують у бактеріях, найпростіших, грибах, різних ви- дах рослин і тварин. У різних вірусів коло природних хазяїв (інакше кажучи, спектр патогенності) варіює. Відомі віруси з широким спектром патогенної активності, наприклад, віруси сказу, ящуру, грипу А, хвороби Ауєскі, ньюкаслської хвороби. Багато вірусів здатні паразитувати в організмах лише одного виду, зокрема віруси кору, червоної висипки, європейської та африканської чуми свиней, хвороби Тешена, гепатиту каченят. Існують віруси здвофазним типом поширення в природі, коли відбувається послідовна зміна хазяїв або інший живий організм є механічним переносником. Наприклад, комахи нарівні з організмом тварини або рослини можуть бути місцем репродукції вірусів. Це типова двофазна система, в якій вірус послідовно змінює двох хазяїв, що утворюють стійкий біоценоз і забезпечують збереження й поширення вірусу в природі.
Віруси тварин, які передаються через укуси кровосисних членистоногих (кліщів, комарів, москітів, мокриць), становлять екологічну групу арбовірусів (від англ. arthropod-borne viruses — віруси, що передаються членистоногими).